# Mausthurm
Mausthurm ist ein Ortsteil der Gemeinde Treffelstein im Oberpfälzer Landkreis Cham in Bayern.

## Geographische Lage
Die Einöde Mausthurm liegt etwa drei Kilometer nordöstlich von Treffelstein am Osthang des 694 m hohen Kleeberges direkt an der deutsch-tschechischen Grenze.

## Geschichte
Am 31. Dezember 1990 wurde Mausthurm als unbewohnt aufgeführt und gehörte zur Pfarrei Treffelstein.